# Obołoń (stacja metra)
Obołoń (ukr. Оболонь) – jedna ze stacji kijowskiego metra na linii Obołonśko-Teremkiwśkiej. Została otwarta 19 grudnia 1980. 
Znajduje się w południowej części rejonu obołońskiego. Do 1990 roku stacja nosiła nazwę Prospekt Korniiczuka.
Stacja znajduje się płytko pod ziemią i składa się z głównej sali z kolumnami. Ściany wzdłuż torów zostały pokryte żółtym marmurem i ozdobione dwoma brązowymi dziełami sztuki. Stacja dostępna jest przez tunele pasażerskich; jeden do Prospektu Obołoń, a drugi na ulicę Marszala Małynowszoho.